# セントジョンザバプテスト郡 (ルイジアナ州)
セントジョンザバプテスト郡（セントジョンザバプテストぐん、英: St. John the Baptist Parish）は、アメリカ合衆国ルイジアナ州の南部に位置する郡である。2010年国勢調査での人口は45,924人であり、2000年の43,044人から6.7％増加した。郡庁所在地は国勢調査指定地域のエドガード（人口2,441人）であり、同郡で人口最大の町はラプラス（人口29,872人）である。
セントジョンザバプテスト郡はオーリンズ準州（後のルイジアナ州）で当初定められた19郡の１つである。ニューオーリンズ・メテリー・ケナー大都市圏に属し、またニューオーリンズ・メテリー・ボガルーサ広域都市圏を構成している。
18世紀と19世紀は、1720年代に大挙して移民してきたドイツ人開拓者が開いたミシシッピ川沿い、ジャーマン・コーストの一部と考えられていた。1811年1月8日、ジャーマン・コースト暴動と呼ばれるアメリカ史の中でも最大級の奴隷反乱が始まったのがここだった。短期間ではあるが、川沿いのプランテーションから200人以上の奴隷が集まり、セントチャールズ郡を通ってニューオーリンズまで行進した。
郡内には全国的に認められている19世紀プランテーションの建築物が3つある。すなわち、エバーグリーン・プランテーション、ホィットニー・プランテーション歴史地区、およびサンフランシスコ・プランテーション・ハウスである。

## 歴史
セントジョンザバプテスト郡はルイジアナで2番目の恒久的開拓地であり、ジャーマン・コーストの一部と考えられていた。その開拓地は1720年代初期にドイツ人開拓者集団によって設立された。多くの家族が、現在ルーシー、ゲリービル、リザーブと呼ばれるミシシッピ川周辺の地域に町を設立した。この地域は七年戦争後の1768年までフランスの統治下にあり、その後はスペインに移された。
この頃、多くのフランス人子孫であるアカディア人が、現在のノヴァスコシアからイギリスに追放されて南ルイジアナに到着し始めていた。イギリスは七年戦争に勝利し、カナダのフランス領を占領していた。現在のウォレスに最初のアカディア人集落が設立された。ドイツとフランスの文化が相伴って栄えるようになったが、フランス語が支配的な言語になった。彼らはクレオールと呼ばれる文化を発展させた。
地域の開拓者達は、その時代に地域を支配していたスペインあるいはフランスの政府から土地の特許を取得した。これら特許には概して川に面した狭い土地が含まれ、ニューオーリンズや世界の市場に商品を行き来させるために都合が良かった。その他の土地は川から離れ湿地帯まで奥深く入っていた。これがフランスの決めた土地分割のやり方だった。
物資の輸送の大半はボートを使いバイユーや湖を通って行われたが、19世紀に入るとミシシッピ川もよく使われた。セントジョンザバプテスト郡となった領域は標高9フィート (3 m) の肥沃な土地があり、農業には優れた場所であることが分かった。18世紀後半、農園主たちは労働集約型のサトウキビ栽培と加工に力を入れるようになり、奴隷の労働力に対する需要が増した。砂糖の生産は農園主とニューオーリンズにとって繁栄を意味していた。
砂糖で富を得た農園主たちは華美な家屋や別荘を建設した。郡内に残っている3つの家屋が国家的建築物として、また歴史的意義あるものとして認知されている。ミシシッピ川西岸には、ホィットニー・プランテーション歴史地区とされる家屋と別荘の大きな集合と、アメリカ合衆国国定歴史建造物に指定されたエバーグリーン・プランテーションがある。東岸にはやはり国定歴史建造物に指定されたサンフランシスコ・プランテーション・ハウスがある。サンフランシスコ・プランテーション・ハウスとエバーグリーン・プランテーションは観光客に公開されている。ホィットニー・プランテーションは改修が予定されている。ホィットニー・プランテーションとエバーグリーン・プランテーションはどちらも、ルイジアナ・アフリカ系アメリカ人歴史の道にある26か所に含まれている。
1811年、ジャーマン・コースト暴動が郡内で始まった。アメリカ史の中でも最大級の奴隷反乱だったが、短期間で終息した。奴隷達は2人の白人を殺したが、民兵隊との戦いや、その後の素早い裁判によって96人の奴隷が命を失った。奴隷達は5つのプランテーションを攻撃し、3軒の家屋を燃やした。ハイチから来た混血の奴隷チャールズ・デスロンデスが暴動の首謀者の一人だった。デスロンデスとその追随者達はフランス革命とハイチ革命の理想とその成果に影響を受けていた。途中にあるプランテーションから200人以上の奴隷が集まり、セントチャールズ郡を通ってニューオーリンズまで行進したが、その後に多くの抵抗に遭った。彼らは計画通り武器を入手できず、武装の整った民兵隊に敗北した。これらの衝突と、裁判後の処刑によりデスロンデスと95人の奴隷が殺された。南北戦争や奴隷解放の数十年も前のことであり、その行動は自由に対する深い願望を表現していた。
開拓者の家族が増加するに連れて、子供達を教育したいという需要も大きくなった。南北戦争以前、通常の農園主は北部のカレッジを卒業した家庭教師を雇い、その教師達は家族とともに通常2年間といった長期に滞在することが多かった。家庭教師は農園主の子供達全てを教育することになったが、農園主の家族は近所の子供達も授業を受けられるように手配することがあった。南北戦争後の1869年、フランス語の授業を望む家族達が、その文化を継続させるために私設の学校を作った。これはレコンストラクション時代の州議会で初めて公立学校を作ったときでもあった。最初の高等学校は1909年にエドガードとリザーブに設立された。子供達は馬に曳かせたバスや列車で通学した。

## 地理
アメリカ合衆国国勢調査局に拠れば、郡域全面積は348平方マイル (910 km2)であり、このうち陸地219平方マイル (567 km2)、水域は129平方マイル (334 km2)で水域率は37.07％である。
セントジョンザバプテスト郡はメキシコ湾からミシシッピ川を遡ること130マイル (210 km)、ニューオーリンズ市からも上流に30マイル (50 km) に位置している。この地域はリバー地域と呼ばれ、天然資源が豊富であり、「サンベルト」と呼ばれる気象にある。ニューオーリンズの平均月間気温は、1月の 55.1°F (12.8 ℃) から7月の 83.7°F (28.7 ℃) まで変化し、降水量は年間平均53.2インチ (1,351 mm)、月間では10月の2.52インチ (64 mm)から7月の7.17インチ (182 mm)まである。ニューオーリンズとリバー地域は原料が手に入りやすく、天然ガス、石油、硫黄、塩、生皮の生産では国内でも上位を維持している。ケイ砂、ライム、粘土、木材、海産物など多様な産物も多量に生産されている。
セントジョンザバプテスト郡はミシシッピ川によって二分されている。事実上は南北に分かれているが、北部は東岸、南部は西岸と呼び習わされている。ミシシッピ川は重要な輸送路であり、地域の重工業を支えている。
セントジョンザバプテスト郡は東をセントチャールズ郡とポンチャートレイン湖、北をポンチャートレイン湖とモーリパス湖、南をラフォーシュ郡とアレマンズ湖、西をセントジェームズ郡と接している。「リバー郡部」を構成する4郡の1つであり、リバー郡部の中心と称している。州内のこの地域はセントジェームズ郡、アセンション郡、セントチャールズ郡と共に、ミシシッピ川のニューオーリンズからバトンルージュまでの地域を構成している。これらの郡は全て少なくとも1つの化学プラントあるいは石油プラントがあり、地域の雇用を賄っている。
セントジョンザバプテスト郡には約239平方マイル (620 km2) の陸地があり、その大部分は水域や湿地を含んでいる。湿地は現在連邦法で保護され、アメリカ陸軍工兵司令部あるいはアメリカ合衆国野生生物魚類保護局が許可する範囲に開発が制限されている。
郡内の高台は沖積平野であり、ミシシッピ川の両岸にある。ミシシッピ川から毎年流れてくる堆積物が肥沃な土壌を作り、昔からサトウキビ、大豆、トウモロコシ、また時には綿花などが栽培されてきた。このことと、ミシシッピ川という天然の輸送路があることで、下流域には多くの農場とプランテーションが造られてきた。
プランテーションの多くは単に広大な土地があり、質素な中規模の家や離れが高台に作られていた。しかしその中には宮殿のような邸宅になったものもあった。
岸に沿った高台は農作物を栽培するために使われ、湿地は木材の伐採、および狩猟、漁労に使われて価値があった。現存の堤防やポンプ設備が作られるまで、高潮に対して安全な場所はほとんどなかった。今日でも郡内の大半は洪水の危険性が高いと見なされている。

### 主要高規格道路
- 州間高速道路10号線
- 州間高速道路55号線
- アメリカ国道51号線
- アメリカ国道61号線
- ルイジアナ州道18号線
- ルイジアナ州道44号線
- ルイジアナ州道3127号線
- ルイジアナ州道3188号線
- ルイジアナ州道3213号線

#### 東岸
東岸の主要道はエアライン・ハイウェイ（アメリカ国道61号線）である。この5車線、アスファルト舗装の道路は、バトンルージュとニューオーリンズを結ぶ主要道だった。現在でも交通量が多いが、多くは郡北部を通る州間高速道路10号線に回っている。州間高速道路10号線は入線が制御された規格道路であり、郡内には2か所のインターチェンジがある。
州間高速道路55号線は郡内を南北に貫き、北のミシシッピ州ジャクソンとその先まで繋がっている。ラプラス市の北東部で州間高速道路10号線と交差している。
リバーロード、別名ジェファーソン・ハイウェイはルイジアナ州道44号線であり、2車線、アスファルト舗装であり、ミシシッピ川に並行してうねりながら通っている。重工業の工場の多くがこの道路沿いにある。

#### 西岸
西岸の開発が進んだ地帯はルイジアナ州道18号線（グレート・リバーロード）沿いにある。東岸の州道44号線と同様、ミシシッピ川に並行して曲がりくねりながら通っている。さらにルイジアナ州道3127号線、別名リバー・パリッシーズ・ハイウェイは東岸のエアライン・ハイウェイとほぼ同じ役割を果たすものである。リバーロードほど曲がりくねっておらず、交通量も少ない。この道路は上流のドナルドソンビルに繋がっている。アセンション郡に行くにはミシシッピ川に架かるサンシャイン橋を使う。この道路の側はどちらも開発が進んでおらず、概して湿地に囲まれている。
ルイジアナ州道3213号線に架かる退役兵記念橋、別名グラマシー橋は東岸のセントジェームズ郡グラマシーとラッチャー近くに発し、ルイジアナ州道641号線を経由して州間高速道路10号線やエアライン・ハイウェイに繋がっている。西岸の付け根はウォレス近くにあり、2008年に開通したルイジアナ州道3127号線に繋がっている。この橋の開通で西岸の開発に期待が寄せられた。
西岸にはリザーブとエドガードでの渡し舟もあり、またセントチャールズ郡にあるヘイルボッグス橋も使える。

### 隣接する郡
- タンジパホア郡 - 北
- ポンチャートレイン湖 - 北東
- セントチャールズ郡 - 南東
- ラフォーシュ郡 - 南
- セントジェームズ郡 - 西
- アセンション郡、リビングストン郡 - 北西

## 人口動態
以下は2000年の国勢調査による人口統計データである。
| 基礎データ - 人口: 43,004人 - 世帯数: 14,283 世帯 - 家族数: 11,312 家族 - 人口密度: 76人/km2（197人/mi2） - 住居数: 15,5325軒 - 住居密度: 27軒/km2（71軒/mi2） 人種別人口構成 - 白人: 52.58% - アフリカン・アメリカン: 44.76% - ネイティブ・アメリカン: 0.26% - アジア人: 0.53% - 太平洋諸島系: 0.03% - その他の人種: 0.86% - 混血: 0.98% - ヒスパニック・ラテン系: 2.86% 年齢別人口構成 - 18歳未満: 31.2% - 18-24歳: 9.7% - 25-44歳: 30.2% - 45-64歳: 21.1% - 65歳以上: 7.8% - 年齢の中央値: 32歳 - 性比（女性100人あたり男性の人口） - 総人口: 94.3 - 18歳以上: 90.7 | 世帯と家族（対世帯数） - 18歳未満の子供がいる: 43.0% - 結婚・同居している夫婦: 56.1% - 未婚・離婚・死別女性が世帯主: 18.1% - 非家族世帯: 20.8% - 単身世帯: 17.5% - 65歳以上の老人1人暮らし: 6.0% - 平均構成人数 - 世帯: 2.98人 - 家族: 3.38人 収入と家計 - 収入の中央値 - 世帯: 39,456米ドル - 家族: 43,925米ドル - 性別 - 男性: 37,293米ドル - 女性: 22,323米ドル - 人口1人あたり収入: 15,445米ドル - 貧困線以下 - 対人口: 16.7% - 対家族数: 13.9% - 18歳未満: 21.7% - 65歳以上: 17.8% |

## 都市と町

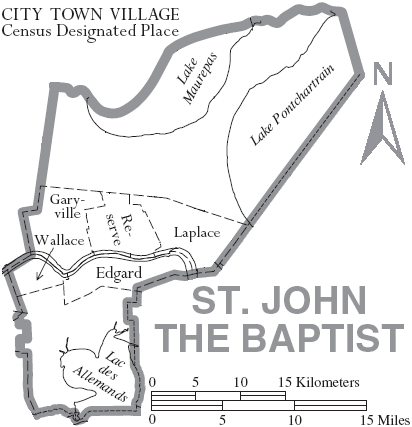
セントジョンザバプテスト郡図

セントジョンザバプテスト郡には下記の8つの町がある。
- ミシシッピ川の西岸にはルーシー、郡庁所在地のエドガード 、ウォレスの町があり、広がり続けている。土地は農地が多く、サトウキビ畑が見られる
- 東岸には、ラプラス、リザーブ、ライアンズ、ゲリービル、マウントエアリーの町があり、化学プラント、製糖所、穀物倉庫、製油所などがあって繁栄している
- モーリパス湖とポンチャートレイン湖に挟まれた地帯にはゴーストタウンとなったラドックとフレニエの町もある。ラプラスの北北東10マイル (16 km) に位置している。1892年、ラドック・サイプレス社が製材所の町ラドックを設立した。1915年9月、ニューオーリンズ・ハリケーンがラドックと近くのフレニエの町を襲い、町を破壊し、数人の死者を出させた。現在の町は植生が繁り、朽ちた建物が町の名残として残っているだけだが、州間高速道路55号線沿いにあり、ルイジアナ州道路地図にも町の名が記されている。

セントジョンザバプテスト郡
- セントジョンザバプテスト郡には法人化された町が無い。上記の町は全て国勢調査指定地域または未編入領域である

## 教育
セントジョンザバプテスト郡教育委員会が地元の10の公立学校を運営している。ニューオーリンズ大教区が5つの宗教学校を運営しており、他に2つの私立学校もある。